# Philippe Chapleau
Philippe Chapleau est un écrivain et journaliste français, spécialisé dans les questions de défense. Il a publié de nombreux ouvrages consacrés aux questions du mercenariat et à la privatisation de la guerre, et a collaboré à une dizaine d'ouvrages collectifs sur les questions de défense.

## Biographie
Diplômé du Centre de formation des journalistes de Paris, Philippe Chapleau a été correspondant pendant huit ans en Afrique du Sud. En 1992, il intègre le service politique de Ouest-France pour suivre les questions de défense et de politique étrangère. Depuis 2010, il anime le blog Lignes de défense, qui lui a permis d’élargir son audience. Il est spécialiste du mercenariat et des sociétés militaires privées, auxquels il a consacré plusieurs ouvrages et de nombreux articles et études.
Phiippe Chapleau est également  coordonnateur d'enseignements au sein du département sécurité économique de l'Institut national des hautes études de la sécurité et de la justice (INHESJ) et intervient à l'École des transmissions  (ETRS) de Rennes.

## Publications
- Mercenaires SA, avec François Misser, éd. Desclée de Brouwer, 1998  (ISBN 2-220-04230-8).
- Le Métro de Rennes Métropole. Chroniques d'un chantier, avec Jean-Michel Niester, éd. Édilarge, 2002  (ISBN 2-737-33001-7).
- Sociétés militaires privées. Enquête sur les soldats sans armées, éd. Le Rocher, Collection L’Art de la guerre, 2005  (ISBN 2-268-05429-2).
- Les Mercenaires de l'antiquité à nos jours, éd. Edilarge, 2006  (ISBN 2-737-33778-X).
- Enfants-soldats. Victimes ou criminels de guerre, éd. Le Rocher, Collection L’Art de la guerre, 2007  (ISBN 2-268-06127-2).
- Des enfants dans la Résistance, éd. Edilarge, 2008  (ISBN 2-737-35036-0).
- L'Afrique du Sud de A à Z, éd. André Versaille, collection Les Abécédaires du voyageur, 2011  (ISBN 2-874-95120-X).
- Les Nouveaux entrepreneurs de la guerre, éd. Vuibert, 2011, en partenariat avec l’INHESJ  (ISBN 2-711-76876-7).
- La Piraterie maritime. Droit, pratiques et enjeux, éd. Vuibert, 2014, avec Jean-Paul Pancracio en partenariat avec l’INHESJ  (ISBN 2-311-01056-5).
- Dictionnaire des opérations extérieures de l'armée française, de 1963 à nos jours, Nouveau monde éditions, 2018, direction d'ouvrage avec Jean-Marc Marill (2369425210).
- Serval – Libérer Gao, Kidal et Tombouctou (préface), ECPAD, 2022, 320 p.